# 高岡城
高岡城是日本古越中國射水郡関野（富山縣高岡市城堡），1609年（慶長14年）築城於平城。城跡在今日的高岡古城公園（たかおかこじょうこうえん）。